# Nith
Der Nith ist ein Fluss in den schottischen Council Areas East Ayrshire und Dumfries and Galloway beziehungsweise den historischen Grafschaften Ayrshire, Kirkcudbrightshire und Dumfriesshire. Er ist namensgebend für die historische Provinz Nithsdale.

## Verlauf
Der Fluss entspringt in 425 m Höhe zwischen den Kuppen von Enoch Hill und Prickeny Hill. Die Quelle in East Ayrshire liegt jeweils rund acht Kilometer östlich von Dalmellington beziehungsweise südwestlich von New Cumnock. Zunächst nach Norden fließend, beschreibt der Nith einen weiten Halbkreis um sich schließlich nach Süden fließend rund zehn Kilometer südlich von Dumfries zu einem zwölf Kilometer langen Ästuar zu öffnen. Nach 112 km mündet er in den Solway Firth, der sich schließlich zu einer Bucht weitet und in der Irischen See aufgeht.
Der Nith fließt durch zahlreiche Ortschaften und wenige Kleinstädte. Zu den bedeutendsten zählen Kirkconnel, Sanquhar, Thornhill, Auldgirth und Dumfries. Francis Groome beschrieb den einen moorigen Landstrich durchstreifenden Oberlauf des Nith im späten 19. Jahrhundert als äußerst trist. An den Ufern des flachen, trägen Flusses befänden sich keine Wälder oder Wiesen. Erst der von verschiedenen historischen Bauwerken gesäumte Unterlauf besäße landschaftlichen Reiz. Für Schiffer ist die Navigation durch den Ästuar des Nith tückisch. Das regionale Zentrum Dumfries besaß zu Zeiten der Industrialisierung einen bedeuten Binnenhafen am Nith.

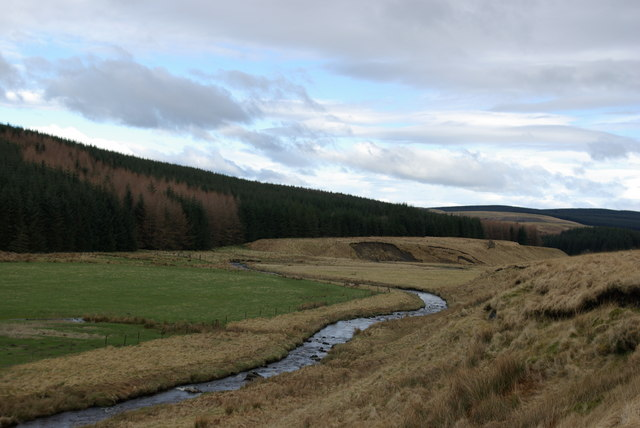
Oberlauf des Nith
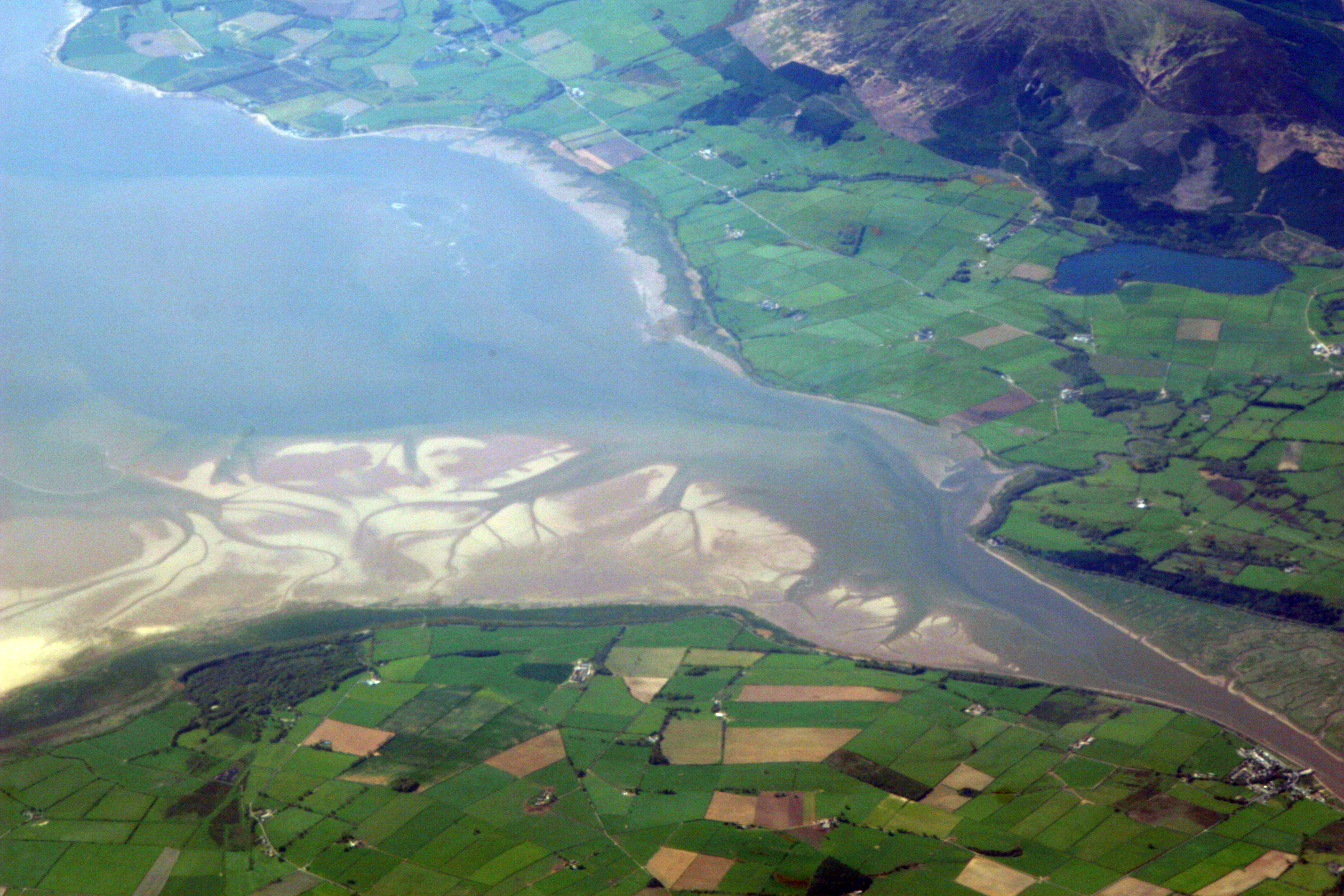
Ästuar des Nith

## Zuflüsse
Entlang seines Laufes nimmt der Nith zahlreiche Bäche auf. Zu den bedeutendsten linken Zuflüssen zählen das Cample Water bei Thornhill, das Mennock Water bei Mennock sowie das Crawick Water bei Sanquhar. Von rechts münden bei Dumfries das Cluden Water, bei Closeburn das Scaur Water, bei Sanquhar das Euchan Water, bei Kelloholm das Kello Water und bei New Cumnock das Afton Water ein.

## Brücken
Mit der A75, der A76, der A702, der A756 sowie der A780 queren neben zahlreichen Nebenstraßen fünf Fernverkehrsstraßen den Nith. Zwischen New Cumnock und Dumfries folgt der Verlauf der A76 weitgehend dem Fluss und quert ihn mehrfach. Von den zahlreichen den Nith überspannenden Brücken sind die Nith Bridge von Thornhill, die Auldgirth Bridge sowie die Devorgilla Bridge als Denkmäler der höchsten schottischen Denkmalkategorie A klassifiziert. Die Nith Bridge in New Cumnock in New Cumnock wurde in der Kategorie B eingeordnet.

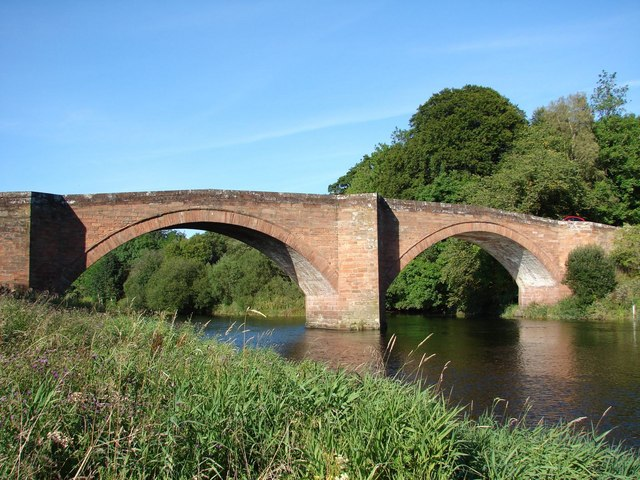
Nith Bridge von Thornhill (A 702)
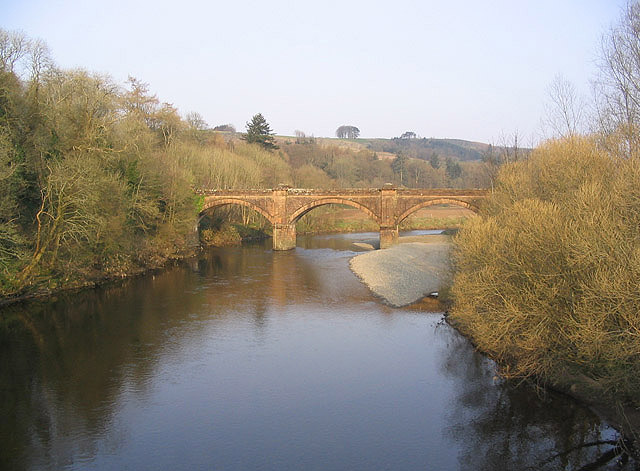
Auldgirth Bridge (A76)
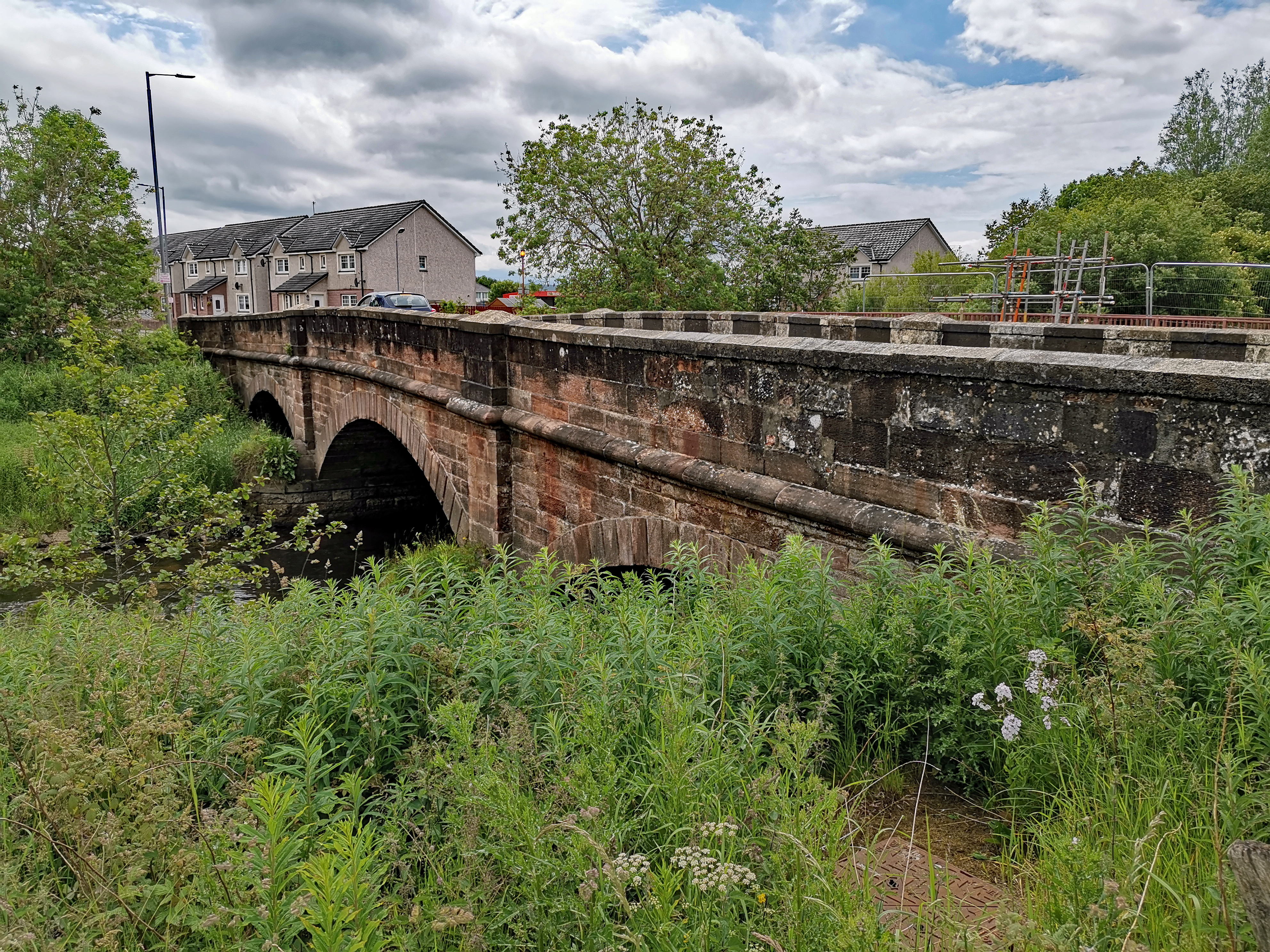
Nith Bridge in New Cumnock (A76)
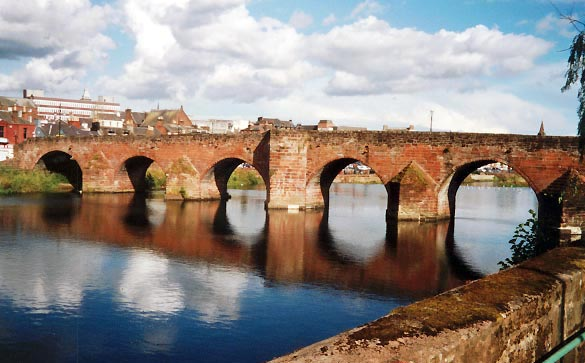
Devorgilla Bridge